# آماکا گسلر
آماکا گسلر (به انگلیسی: Amaka Gessler) (زادهٔ ۲۴ آوریل ۱۹۹۰) شناگر اهل نیوزیلند است.